# Provincia de Calinga
Calinga es una provincia filipina de la región de La Cordillera. Su cabecera es Tabuk.

## Divisiones administrativas
Políticamente se divide en 7 municipios y una ciudad. Cuenta con 152 barangayes.
Consta de dos distritos del congreso.
| Ciudad/Municipio | N.º de Barangays | Población (2010) | Área (km²) | Código    |
| ---------------- | ---------------- | ---------------- | ---------- | --------- |
| Balbalan         | 14               | 12.082           | 542.69     | 143201000 |
| Lubuagan         | 9                | 9.369            | 234.20     | 143206000 |
| Pasil            | 14               | 9.626            | 189.00     | 143208000 |
| Pinukpuk         | 23               | 29.596           | 743.56     | 143209000 |
| Rizal Liwan      | 14               | 15.942           | 231.00     | 143211000 |
| Ciudad de Tabuk  | 42               | 103.912          | 700.25     | 143213000 |
| Tanudan          | 16               | 8.229            | 307.55     | 143214000 |
| Tinglayan        | 20               | 12.557           | 283.00     | 143215000 |

## Historia
La provincia de La Montaña fue establecida el 18 de agosto de 1908.  Benguet, junto con Amburayan, Apayao, Bontoc, Ifugao, Calinga y Lepanto, forman parte de esta nueva provincia.
Lubuagan era el sitio de la last stand del general Emilio Aguinaldo, el primer presidente de Filipinas, contra los invasores estadounidenses.
El 18 de junio de 1966, la provincia de La Montaña fue dividida en cuatro provincias de la región de Ilocos:
- Benguet
- La Montaña.
- Calinga - Apayao.
- Ifugao.

El 15 de julio de 1987, se estableció la Región Administrativa de la Cordillera, pasando la provincia de Calinga  a formar parte de la misma.

### Subprovincia de Calinga

Mancomunidad de Filipinas.

Salvo en la zon este, limítrofe con Cagayán e Isabela, esta está completamente rodeada por una alta cadena de montañas cuyas picos van desde 1.514 a 2.576 m s. n. m.
Esta subprovincia tenía una extensión superficial de 2.940 km² y contaba con una población de 25.624 habitantes distribuidos en  4 municipios y 39 barrios. Su capital era Lubuagan, con 226 habitantes. Los restantes municipios eran los siguientes: Balbalan, Pinukpuk y Tabuk.

## Galería

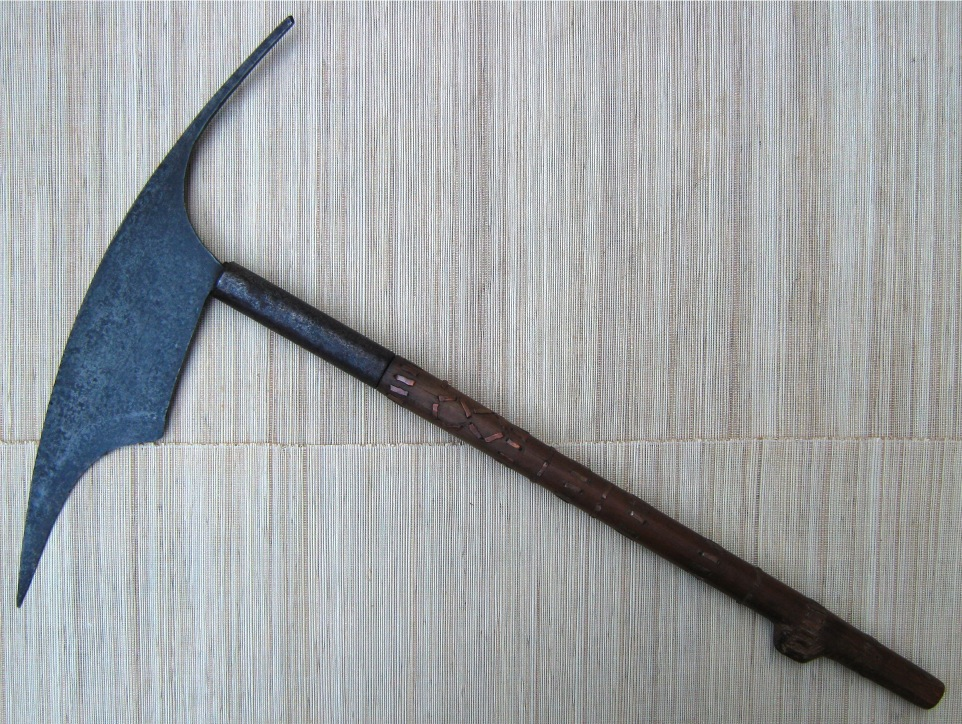
Hacha guerrera identificada, aunque no exclusivamente, con el área de Calinga.
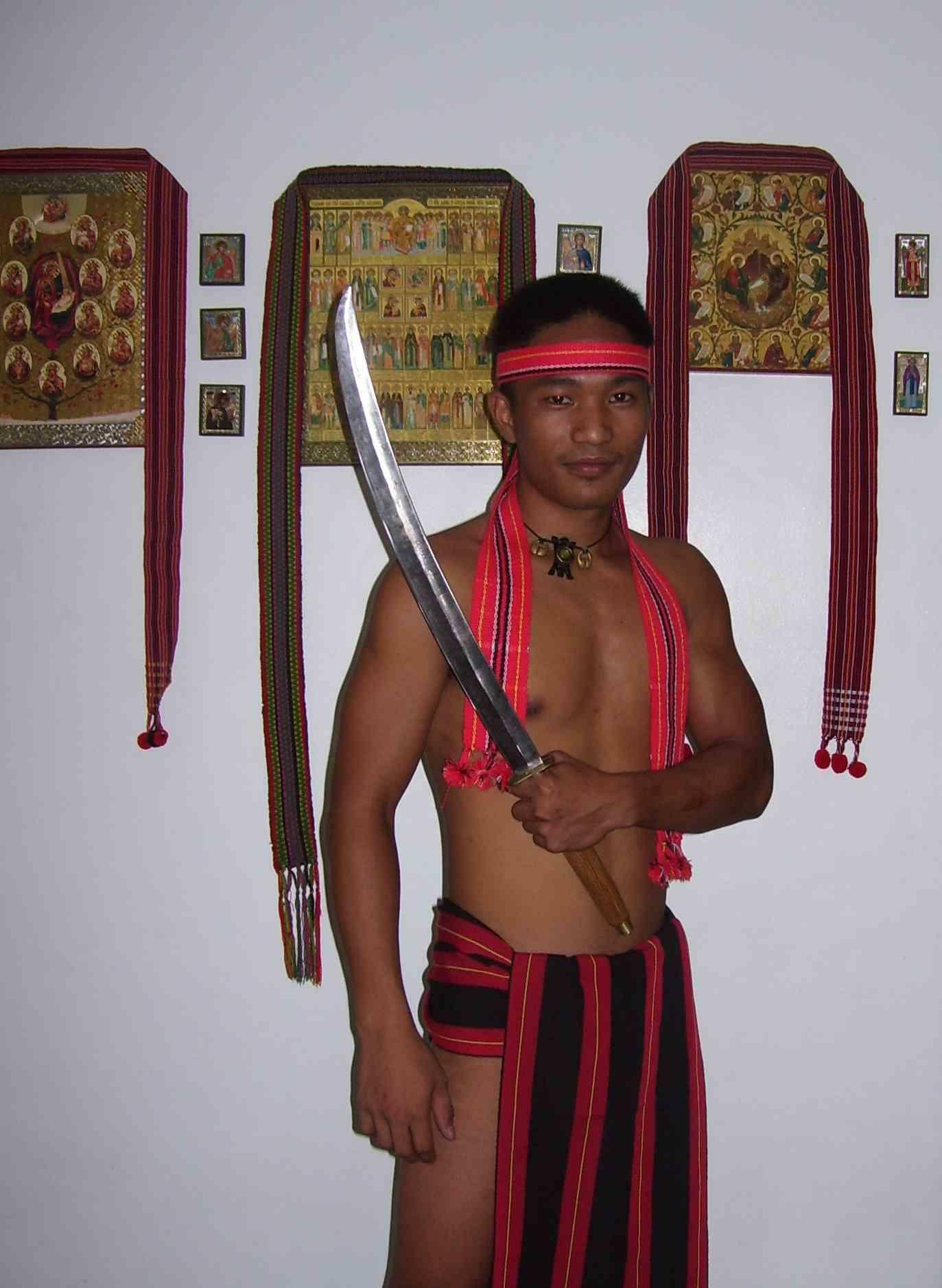
Guerrero Tinglayan preparándose para ser un sacerdote cristiano. (2008)
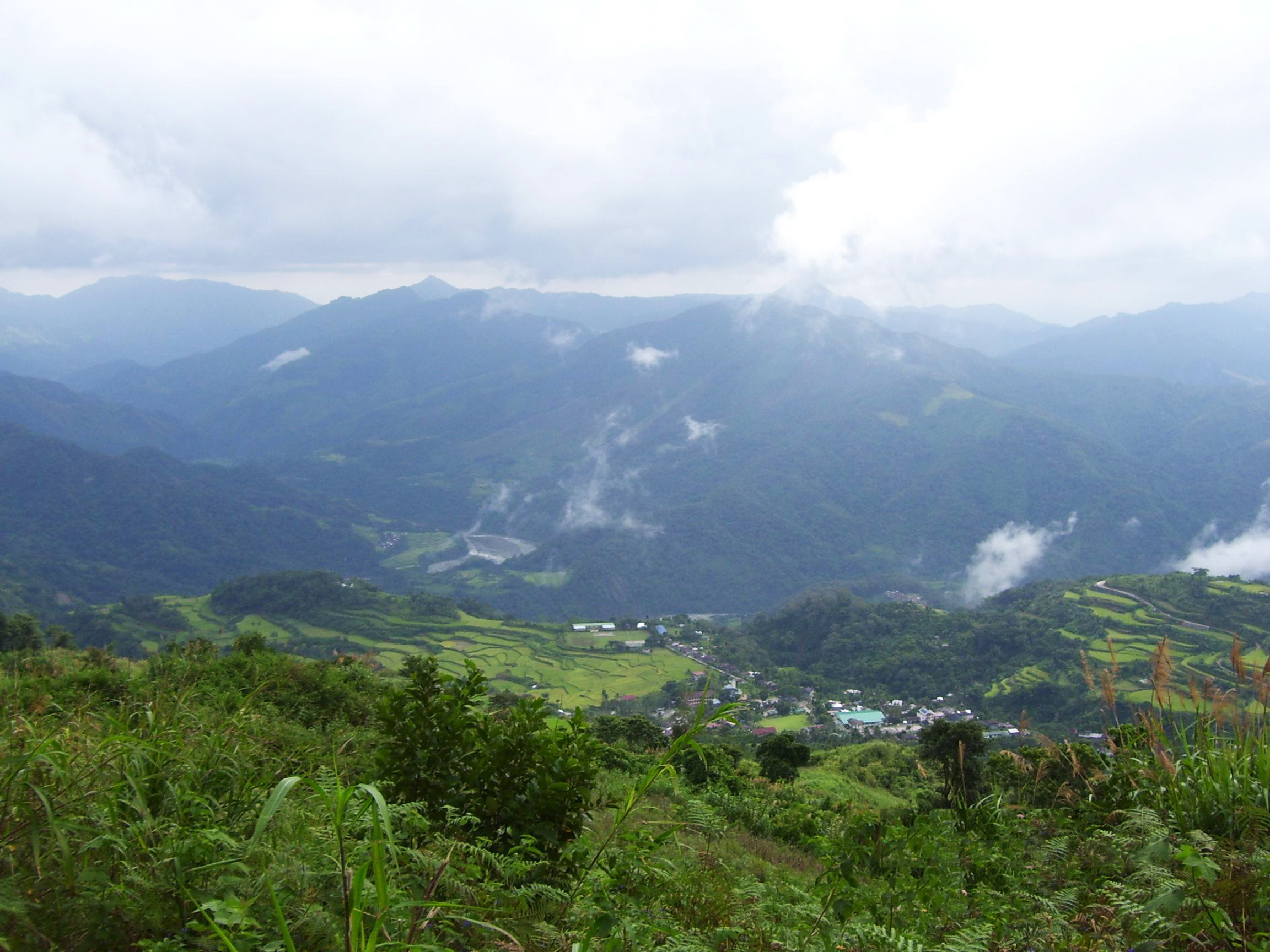
Paisaje montaños en Lubuangan.
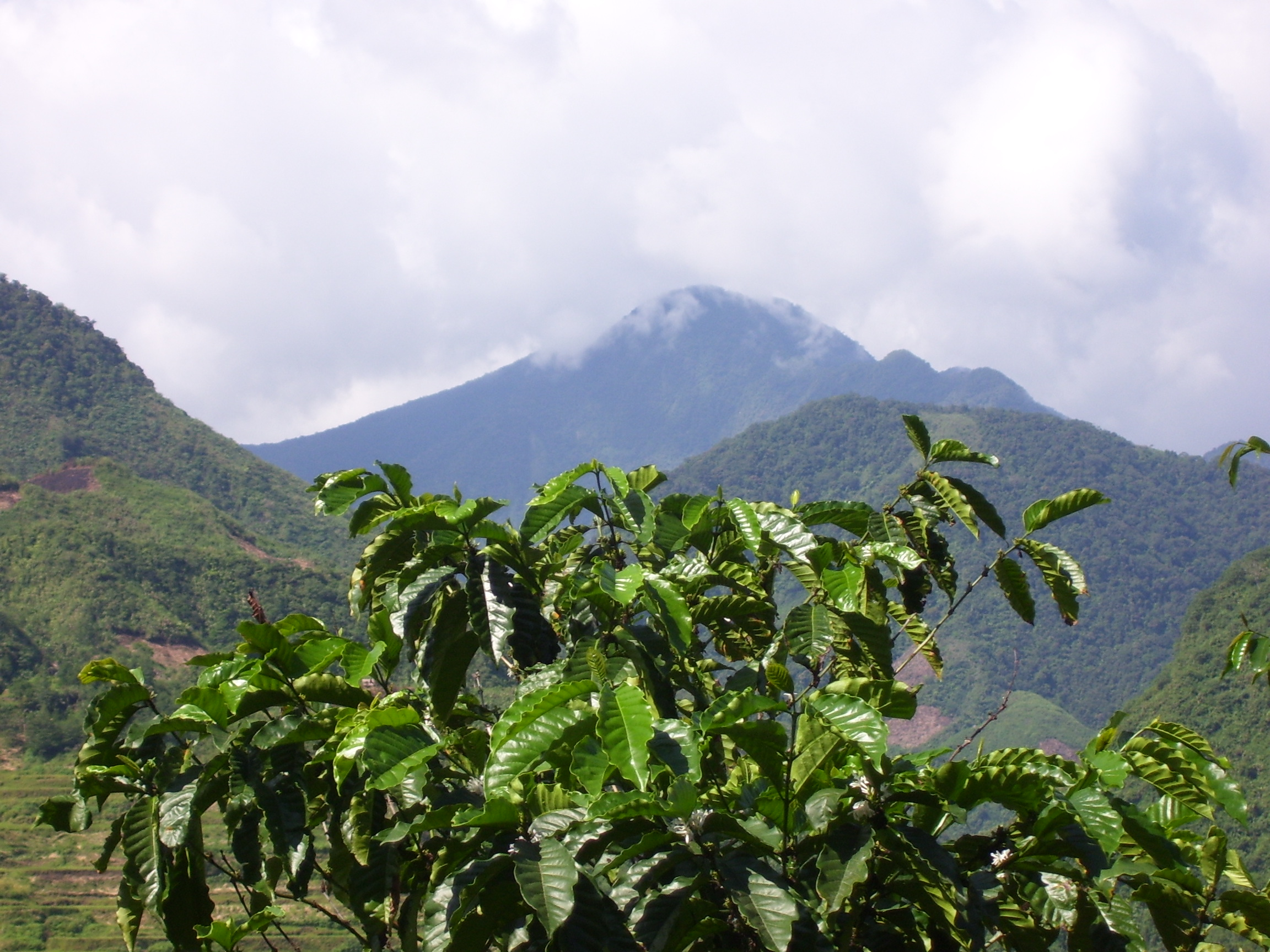
Mount Binuluan, volcán.
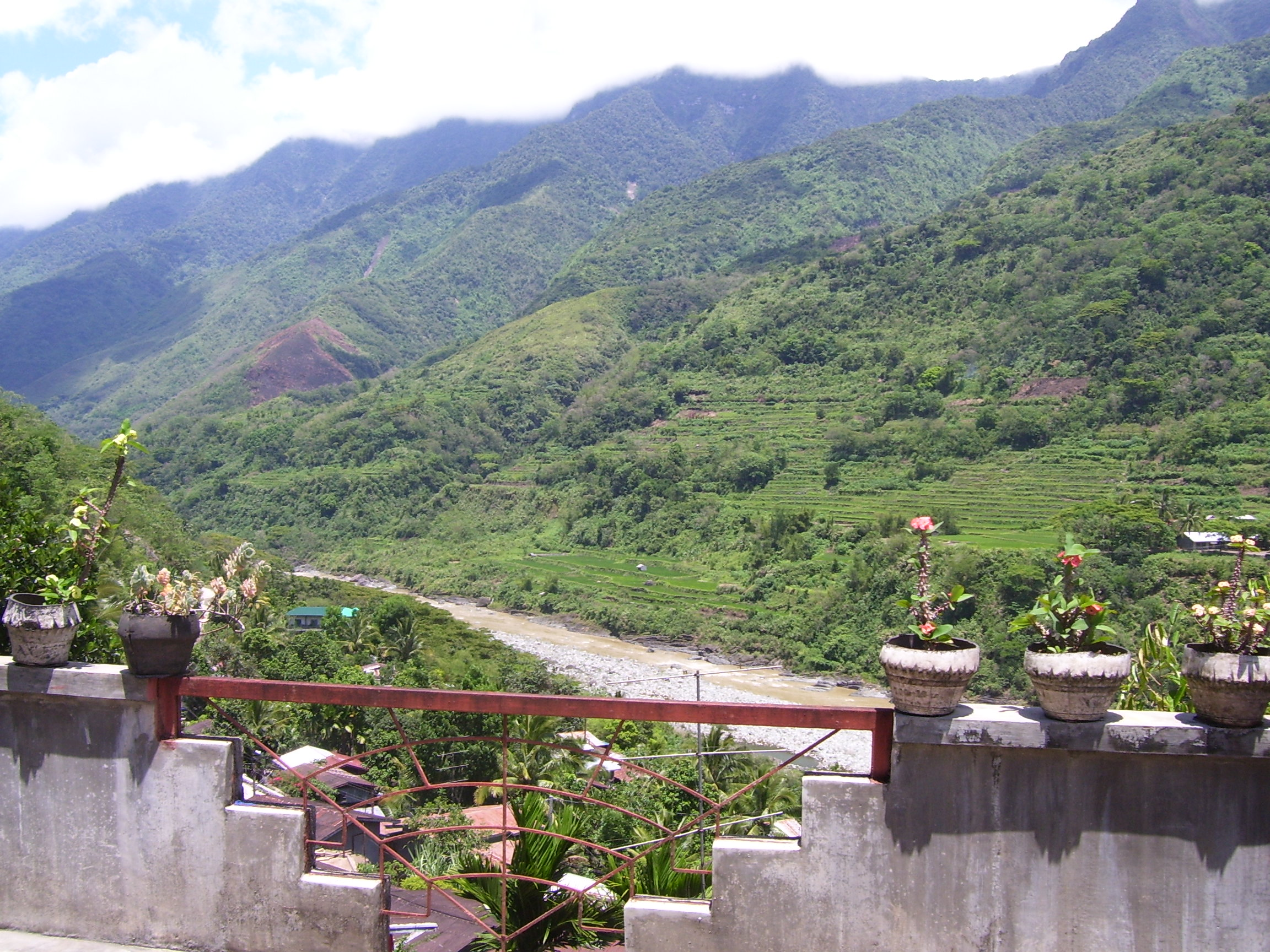
El río Chico a su paso por Tinglayan.